# Oprah’s Book Club
Oprah’s Book Club ist ein von der US-amerikanischen Moderatorin Oprah Winfrey gegründeter Buchdiskussionsclub in der Sendung Die Oprah Winfrey Show. Oprah Winfrey nutzt ihre Popularität und ihre Sendungen, um Bücher vorzustellen. Dies führt in der Regel zu einem starken Anstieg der Verkaufszahlen, wie zum Beispiel bei Bernhard Schlinks Roman Der Vorleser.  Am 1. Juni 2012 wurde die Version 2.0 des Buchclubs verkündet, ein Joint Venture zwischen dem Oprah Winfrey Network und der Zeitschrift O, The Oprah Magazine.

## Empfehlungen
- September 1996	The Deep End of the Ocean by Jacquelyn Mitchard (Tief wie der Ozean)
- Oktober 1996	Song of Solomon by Toni Morrison (Solomons Lied)
- November 1996	The Book of Ruth by Jane Hamilton (keine Übersetzung)
- Dezember 1996	She’s Come Undone by Wally Lamb (Die Musik der Wale)
- Februar 1997	Stones from the River by Ursula Hegi (Die Andere)
- April 1997	The Rapture of Canaan by Sheri Reynolds (Des Lebens Fülle)
- Mai 1997	The Heart of a Woman by Maya Angelou (keine Übersetzung)
- Juni 1997	Songs In Ordinary Time by Mary McGarry Morris (keine Übersetzung)
- September 1997	The Meanest Thing To Say by Bill Cosby (keine Übersetzung)
- September 1997	A Lesson Before Dying by Ernest J. Gaines (Jeffersons Würde)
- Oktober 1997	A Virtuous Woman by Kaye Gibbons (keine Übersetzung)
- Oktober 1997	Ellen Foster by Kaye Gibbons (Ellen Foster oder tausend Arten meinen Vater zu töten)
- Dezember 1997	The Treasure Hunt by Bill Cosby (keine Übersetzung)
- Dezember 1997	The Best Way to Play by Bill Cosby (keine Übersetzung)
- Januar 1998	Paradise by Toni Morrison (Paradies)
- März 1998	Here on Earth by Alice Hoffman (Hier auf Erden)
- April 1998	Black and Blue by Anna Quindlen (Kein Blick zurück)
- Mai 1998	Breath, Eyes, Memory by Edwidge Danticat (Atem, Augen, Erinnerungen)
- September 1998	What Looks Like Crazy on an Ordinary Day by Pearl Cleage (keine Übersetzung)
- Oktober 1998	Midwives by Chris Bohjalian (Das Tagebuch meiner Mutter)
- Dezember 1998	Where the Heart Is by Billie Letts (Wohin dein Herz dich führt)
- Januar 1999	Jewel by Bret Lott (Das Gewicht der Liebe)
- Februar 1999	The Reader by Bernhard Schlink (Der Vorleser)
- März 1999	The Pilot’s Wife by Anita Shreve (Die Frau des Piloten, Verschlossenes Paradies)
- April 1999	I Know This Much Is True by Wally Lamb (Früh am Morgen beginnt die Nacht)
- Mai 1999	White Oleander by Janet Fitch (Weisser Oleander)
- Juni 1999	Mother of Pearl by Melinda Haynes (Und hörte nicht ihr Weinen)
- September 1999	Tara Road by Maeve Binchy (Ein Haus in Irland)
- Oktober 1999	The Poisonwood Bible by Barbara Kingsolver (Die Giftholzbibel)
- November 1999	Vinegar Hill by A. Manette Ansay (keine Übersetzung)
- Dezember 1999	A Map of the World by Jane Hamilton (Das Gewicht des Lebens)
- Januar 2000	Gap Creek by Robert Morgan (keine Übersetzung)
- Februar 2000	Daughter of Fortune by Isabel Allende (Fortunas Tochter)
- März 2000	Back Roads by Tawni O’Dell (keine Übersetzung)
- April 2000	The Bluest Eye by Toni Morrison (Sehr blaue Augen)
- Mai 2000	While I Was Gone by Sue Miller (Während ich fort war)
- Juni 2000	River, Cross My Heart by Breena Clarke (Schwimmen im dunklen Fluss)
- August 2000	Open House by Elizabeth Berg (keine Übersetzung?)
- September 2000	Drowning Ruth by Christina Schwarz (Novemberkind)
- November 2000	House of Sand and Fog by Andre Dubus III (Haus aus Sand und Nebel)
- Januar 2001	We Were the Mulvaneys by Joyce Carol Oates (Wir waren die Mulvaneys)
- März 2001	Icy Sparks by Gwyn Hyman Rubio (keine Übersetzung)
- Mai 2001	Stolen Lives: Twenty Years in a Desert Jail by Malika Oufkir (Die Gefangene)
- Juni 2001	Cane River by Lalita Tademy (keine Übersetzung)
- September 2001	The Corrections by Jonathan Franzen (Die Korrekturen)
- November 2001	A Fine Balance by Rohinton Mistry (Das Gleichgewicht der Welt)
- Januar 2002	Fall on Your Knees by Ann-Marie MacDonald (Vernimm mein Flehen)
- April 2002	Sula by Toni Morrison (Sula)
- Juni 2003	East of Eden by John Steinbeck (Jenseits von Eden)
- September 2003	Cry, The Beloved Country by Alan Paton (Denn sie sollen getröstet werden)
- Januar 2004	One Hundred Years of Solitude by Gabriel García Márquez (Hundert Jahre Einsamkeit)
- April 2004 The Heart Is a Lonely Hunter by Carson McCullers (Das Herz ist ein einsamer Jäger)
- Mai 2004	Anna Karenina by Leo Tolstoi (Anna Karenina)
- September 2004	The Good Earth by Pearl S. Buck (Die gute Erde)
- Juni 2005	The Sound and the Fury, As I Lay Dying, and Light in August, by William Faulkner (Schall und Wahn, Als ich im Sterben lag, Licht im August)
- September 2005	A Million Little Pieces by James Frey (Tausend kleine Scherben)
- Januar 2006	Night by Elie Wiesel (Die Nacht. Erinnerung und Zeugnis.)
- Januar 2007	The Measure of a Man: A Spiritual Autobiography by Sidney Poitier
- March 2007	The Road by Cormac McCarthy
- Juni 2007	Middlesex by Jeffrey Eugenides
- Oktober 2007	Love in the Time of Cholera by Gabriel García Márquez
- November 2007	The Pillars of the Earth by Ken Follett
- Januar 2008	A New Earth by Eckhart Tolle
- September 2008	The Story of Edgar Sawtelle by David Wroblewski[5]
- September 2009	Say You’re One of Them by Uwem Akpan
- September 2010	Freedom by Jonathan Franzen
- Dezember 2010	Great Expectations, A Tale of Two Cities by Charles Dickens

## Oprah’s Book Club 2.0
| Datum          | Autor                   | Titel                                                         | Referenz    |
| -------------- | ----------------------- | ------------------------------------------------------------- | ----------- |
| Juni 2012      | Cheryl Strayed          | Wild: From Lost to Found on the Pacific Crest Trail           | [ 4 ]       |
| Dezember 2012  | Ayana Mathis            | The Twelve Tribes of Hattie                                   | [ 6 ] [ 7 ] |
| Januar 2014    | Sue Monk Kidd           | The Invention of Wings                                        | [ 8 ]       |
| Februar 2015   | Cynthia Bond            | Ruby                                                          | [ 9 ]       |
| August 2016    | Colson Whitehead        | The Underground Railroad                                      | [ 10 ]      |
| September 2016 | Glennon Doyle Melton    | Love Warrior                                                  | [ 11 ]      |
| Juni 2017      | Imbolo Mbue             | Behold the Dreamers                                           | [ 12 ]      |
| Februar 2018   | Tayari Jones            | An American Marriage                                          | [ 13 ]      |
| Juni 2018      | Anthony Ray Hinton      | The Sun Does Shine: How I Found Life and Freedom on Death Row | [ 14 ]      |
| November 2018  | Michelle Obama          | Becoming                                                      | [ 15 ]      |
| September 2019 | Ta-Nehisi Coates        | The Water Dancer                                              | [ 11 ]      |
| November 2019  | Elizabeth Strout        | Olive, Again                                                  | [ 11 ]      |
| Januar 2020    | Jeanine Cummins         | American Dirt                                                 | [ 11 ]      |
| April 2020     | Robert Kolker           | Hidden Valley Road: Inside the Mind of an American Family     | [ 11 ]      |
| Juni 2020      | James McBride           | Deacon King Kong                                              | [ 11 ]      |
| August 2020    | Isabel Wilkerson        | Caste: The Origins of Our Discontents                         | [ 11 ]      |
| März 2021      | Marilynne Robinson      | The Gilead Novels                                             | [ 11 ]      |
| Juni 2021      | Nathan Harris           | The Sweetness of Water                                        | [ 11 ]      |
| August 2021    | Honorée Fanonne Jeffers | The Love Songs of W.E.B. Du Bois                              | [ 11 ]      |
| September 2021 | Richard Powers          | Bewilderment                                                  | [ 11 ]      |
| Februar 2022   | Martha Beck             | The Way of Integrity: Finding the Path to Your True Self      | [ 11 ]      |
| April 2022     | Viola Davis             | Finding Me                                                    | [ 11 ]      |